# دقم الرباط (سيئون)
'

تعديل مصدري - تعديل

دقم الرباط هي إحدى قرى عزلة سيئون بمديرية سيئون التابعة لمحافظة حضرموت، بلغ تعداد سكانها 86 نسمة حسب تعداد اليمن لعام 2004.